# Alí Paixà Rizvanbegović
Alí Paixà Rizvanbegović (vers 1783 - 20 de març de 1851) fou un governador otomà de Stolac de 1813 a 1833 i governador de l'Eyalat d'Hercegovina de 1833 a 1851.
Alí Paixà Rizvanbegović va néixer a Begovina, prop de Stolac, vers el 1783 dins d'una vella família musulmana. El 1813, als 30 anys, fou nomenat administrador de la ciutat de Stolac que un temps abans ja havia governat el seu pare Zulfikar (amb títol de mir-i miran o de kapudan, en serbocroata kapetan); es diu que Alí Paixà va tenir un enfrontament amb el pare i va marxar de la ciutat i no va tornar fins que el seu pare va morir; en tornar havia acumulat una considerable riquesa. Va disputar als seus germans Mustafà i Hadzun el govern de Stolac (1807) i encara que es va arribar a un acord provisional el 1808, la lluita va continuar fins que el 1813 Alí Paixà va aconseguir el govern (Hadzun es va quedar amb Hutovo). Els dos van tenir relacions i conflictes amb algunes famílies de poblacions properes com els Čengić (de Gacko), els Kapetanović (de Počitelj) i altres. El 1813 va assetjar Počitelj i en la lluita fou ferit en una cama i va anar coix la resta de la seva vida.
El 1820 ja era considerat el principal dels governadors locals d'Hercegovina i un rival dels governadors de Bòsnia residents a Travnik. Quan el 1831 va esclatar la revolta bosniana dirigida per Husein Gradaščević conegut com el Dragó de Bòsnia (Zmaj od Bosne) no hi va donar suport i junt amb Ismail Čengić i Bash Agha Redžepasić (de la família Bašagić) es van posar del costat del sultà. Ali Paixà va donar asil a Stolac al governador otomà Namik Pasha, expulsat de Travnik; quasi tota Hercegovina va quedar en mans dels rebels; forces rebels dirigides pel kapetan de Livno, Ibrahim Beg Fidrus, van atacar i derrotar el lleialista Sulejman Beg, kapetan de Ljubuški. Però els atacs rebels a Stolac i Nevesinje van fracassar (Namik ja havia abandonat Stolac i un contratac el març de 1832 va dispersar als assetjants que ja s'havien desorganitzat durant el hiverm); les forces rebels dirigides per Mujaga Zlatar van marxar des de Sarajevo per reforçar el setge de Stolac però van haver de retornar després del 16 de març de 1832 quan els assetjants ja estaven dispersats. Ali Paixà i Ismail Čengić van donar suport al governador otomà Kara Mahmud Pasha en el combat contra la rebel·lió i van participar en la decisiva batalla de la plana de Sarajevo del 17 de maig de 1832, en que Husein Gradaščević fou derrotat. El 4 de juny eren a Stup entre Sarajevo i Ilidža mentre els rebels s'havien retirat cap a Sarajevo ciutat on es van rendir. El 5 de juny les forces otomanes entraven a la ciutat. Gradaščević va marxar a l'exili a Àustria.
Alíi Paixà va participar llavors amb les seves forces a l'expedició contra Muhammad Ali Paixà d'Egipte. La Porta el va recompensar amb el nomenament com a beglerbegi d'Hercegowina (1832) i poc després (1833) visir d'Hercegovina, regió que fou separada de l'Eyalat de Bòsnia. Des del primer moment Alí Paixà va voler convertir el càrrec en hereditari dins la seva família però no ho va aconseguir mai.
Des de 1833 va governar residint a Mostar que estava dividida en diversos sandjaks: Prijepolje, Taslidža amb Kolašin i Šaranci amb Drobnjak, Čajniče, Nevesinje, Nikšić, Ljubinje - Trebinje, Stolac, Počitelj, Blagaj, Mostar, Duvno i la meitat del país Konjic a la vora del Neretva. Durant vint anys va governar amb gran autonomia pagant únicament a la Porta un tribut anual de 87.000 florins. Al començament va afavorir els serbis (que li havien donat suport als combats de 1831-1832) i els va permetre reconstruir l'església ortodoxa de Mostar i va defensar al clergat serbi que s'oposava al nomenament de bisbes grecs; el 1846 va permetre als franciscans adquirir el seu propi vicariat a Bòsnia i la fundació d'un monestir (Siroki Brijeg). No obstant també va fer diverses concessions als musulmans. El 1836 va lliurar una guerra contra Montenegro, estat al que va derrotar en la batalla de Grahovo i va adquirir alguns territoris (entre ells la mateixa vila de Grahovo); el comandant de les forces d'Alí Paixà fou Ismail Čengić, i en revenja els montenegrins els van assassinar el 1840; però sembla que per llavors Ali Paixà ja estava enemistat amb Ismail que estava reagrupant l'oposició al vizir. No obstant Ali Paixà es va erigir en venjador d'Ismail i va atacar el 1841 la regió de Drobnjak massacrant als homes, i el 1842 es tornava a lluitar entorn de Grahovo. El 1842 es va fer a Dubrovnik una reunió entre el príncep bisbe de Montenegro Pere II Petrović i Alí Paixà que va fixar les fronteres, i encara que la Porta no va reconèixer l'acord i el tractat final de pau no es va signar fins al 28 d'octubre de 1843 a Kotor, i que va restaurar a grans trets les fronteres d'abans del 1836.
Va afavorir sense pal·liatius la seva família i va imposar uns impostos exagerats. Els antic capitanats foren reagrupats per formar unitats administratives més grans que foren donats als seus parents i amics.
Els notables d'Hercegovina es van oposar a les reformes introduïdes pel sultà Mahmut II que van abolir els ayan i finalment Alí Paixà els va acabar donant suport. Però la revolta fou combatuda pels otomans que van enviar a Ömer Pasha Latas (1850). Aquest va començar una lenta però segura neteja dels focus rebels, i les forces revoltades foren derrotades de manera decisiva a la batalla de Konjic (5 de febrer de 1851) en la qual el mateix Alí Paixà Rizvanbegović fou fet presoner. Portat a Mostar fou exhibit pel vencedor de manera humiliant i enviat després a Banja Luka (on estava Ömer Pasha). Va morir en el trasllat, suposadament mort per un soldat de manera accidental (20 de març de 1851). El govern d'Hercegovina fou abolit i reintegrat a Bòsnia formant el pashalik de Bòsnia i Hercegovina.
Alí Paixà va deixar quatre fills (Hafiz, Nafiz, Rustem i Mehmed) i almenys una filla, Habiba (1845-1890) una poetessa coneguda.